# Фенитоин
Фенитои́н — противоэпилептическое лекарственное средство из группы производных гидантоина, оказывает противосудорожное действие без выраженного снотворного эффекта, также используется как антиаритмическое средство и мышечный релаксант.
Механизм лечебного действия фенитоина полностью не ясен, предполагается, что он обусловлен стабилизацией нейрональных мембран тела нервной клетки, аксонов и в области синапса и вследствие этого — ограничением распространения нейронального возбуждения и судорожной активности.
Эффективность препарата клинически апробирована, фенитоин входит в список важнейших лекарственных средств Всемирной организации здравоохранения, а также в перечень жизненно необходимых и важнейших лекарственных препаратов, утверждённый распоряжением Правительства Российской Федерации от 07.12.2011 № 2199-р.
Для фенитоина характерна нелинейная фармакокинетика и узкий терапевтический диапазон, часто приводящие к возникновению дозозависимых побочных эффектов (нистагм, атаксия, дискинезия, когнитивные расстройства) как в начале лечения, так и в последующем (по причине накопления препарата).
В начале XXI века показания к применению фенитоина ограничены в связи с его высокой токсичностью, в частности негативным действием на когнитивные функции:10.

## Свойства
Фенитоин является производным гидантоина, близкого по химической структуре к барбитуровой кислоте.
В готовых лекарственных формах используется смесь 5,5-дифенилгидантоина и гидрокарбоната натрия (в соотношении 85:15), по физическим свойствам — белый кристаллический порошок, практически нерастворим в воде, растворим в 1 % растворах едких щёлочей.

## История
В 1908 году немецкий химик Генрих Блиц синтезировал дифенилгидантоин (фенитоин), а в 1937 году врачи Putnam и Merritt обнаружили возможность применения фенитоина при лечении эпилепсии. Препарат оказался эффективнее фенобарбитала и не обладал угнетающим действием на мозг.
С самого начала использования фенитоина появились сведения о том, что он обладает не только противосудорожными свойствами. Были опубликованы сообщения о выраженном улучшении личностных свойств, настроения, эмоциональной стабильности и появлении чувства комфорта у пациентов, принимавших препарат. Фенитоин также показал способность оказывать лечебное действие на другие проявления нарушения функции организма, особенно если они сочетались с изменениями биоэлектрической активности мозга на электроэнцефалограмме (ЭЭГ). Однако использование фенитоина в этих лечебных целях весьма ограничено из-за значительного количества побочных эффектов, включая гепато- и нефротоксичность, и несовместимостью со многими другими лекарственными средствами.

## Фармакологическое действие
Фенитоин эффективен в лечении многих типов эпилепсии и около 50 других заболеваний, что подтверждается более чем 10000 исследований, проведённых в 38 странах. Описывается как эффективный биоэлектрический стабилизатор.
Фенитоин нормализует изменённую биоэлектрическую активность на уровне клеточных мембран и вместе с тем мало влияет на функции нормальных клеток. Его способность регулировать функции биологических мембран обнаружена в тканях головного и спинного мозга, автономных ганглиях, периферических нервах, поперечно-полосатой и сердечной мышцах, проводящей системе сердца, а также в гладких мышцах кишечника и сосудов. Кроме того, фенитоин модулирует функции других типов клеток, например нейроглии, эндокринных клеток, фибробластов. Обнаружено, что он обладает антигипоксическим и антитоксическим свойствами, способствует заживлению ран.
Фенитоин влияет на активный и пассивный транспорт ионов натрия и кальция через клеточные и субклеточные мембраны нервных клеток. Уменьшает уровень натрия в нейроне, снижает его поступление, блокируя Na+/K+-АТФазу мозга, и облегчает активный транспорт натрия из клетки. Фенитоин изменяет кальций-фосфолипидное взаимодействие в клеточной мембране и уменьшает активный внутриклеточный транспорт кальция, тормозит выброс нейромедиаторных аминокислот (глутамата, аспартата) из нервных окончаний, чем обеспечивает противосудорожный эффект. Фенитоин обладает способностью подавлять глутаматные рецепторы.
При пероральном применении эффект появляется в течение одного часа, при внутривенном — в течение нескольких минут. В терапевтических дозах обладает успокаивающим эффектом, но не «загружает» пациента. Оказывает тонизирующее действие, но не является психостимулятором. Не вызывает физического и психического привыкания.

## Фармакокинетика
При приёме внутрь всасывается с разной скоростью. Пик концентрации в плазме крови наблюдается через 3—12 ч. После всасывания быстро распределяется в разных органах и тканях, в том числе в тканях мозга. Менее 5 % выделяется с мочой в неизменённом виде, остальное количество метаболизируется ферментами печени. Основной метаболит (производное параоксифенила) неактивен, выделяется с желчью, а также с мочой в виде глюкуронида.
Устойчивая же его концентрация в крови устанавливается на 5—14 день. Лечебный эффект появляется при концентрации фенитоина в плазме крови 5—20 мг/л.
Фенитоину присуща нелинейная фармакокинетика — отсутствие прямой зависимости между дозой препарата и его концентрацией в плазме крови, и потому даже небольшое повышение дозы может приводить к значительному и непредсказуемому повышению концентрации фенитоина в плазме крови и возникновению дозозависимых побочных действий:18.
Для фенитоина характерна высокая степень связывания с белками плазмы крови (альбумином) — 69—96%. Переносимость фенитоина ухудшается при снижении уровня альбумина в крови, так как повышение свободной фракции препарата в крови влечёт за собой появление побочных эффектов, даже если доза препарата не изменяется. Поэтому данный препарат нужно назначать с осторожностью при состояниях, сопровождающихся гипоальбуминемией, — в частности, при нарушении функции печени и почек; на фоне терапии фенитоином не следует допускать голодания. Во время терапии желательно контролировать содержание альбумина в крови. К причинам гипоальбуминении относятся голодание, нарушение функции печени и почек, одновременное применение других препаратов, активно связывающихся с белками: препараты могут вытеснять друг друга из связей с белками:20.
Однако повышение дозы противоэпилептического препарата может привести к увеличению концентрации свободного вещества в плазме крови даже при нормальном уровне альбумина: отмечалось, что по мере увеличения концентрации препарата в крови процент его связывания с белками снижается. Такое возрастание уровня свободного (не связанного) препарата в плазме может приводить к развитию интоксикации, дозозависимых побочных эффектов:20.

## Показания
Фенитоин обладает положительным эффектом при столь большом числе симптомов и расстройств, что составление полного обзора практически затруднено. Ниже указаны только некоторые из них:
- генерализованные тонико-клонические и сложные очаговые (парциальные) приступы (неэффективен при абсансах и миоклонических судорожных приступах).
- нарушения мышления, психики и поведения (нарушения личности, снижение памяти, повышенная тревожность, неуравновешенное поведение, нарушения речи, нарушения сна, энурез, приступы булимии, алкоголизм и наркомания);
- заболевания сердечно-сосудистой системы (аритмии, синдром QT-интервала, стенокардия, гипертензия, цереброваскулярная недостаточность, атеросклероз), желудочно-кишечного тракта (язвенный колит, синдром раздражения толстой кишки), эндокринной системы (лабильный диабет, гипогликемия, гипертиреоз, функциональные нарушения, связанные с менструацией), глаз (глаукома, косоглазие);
- болевые синдромы (невралгии, мигрень, головные боли и боли другой локализации, хронические боли и т. д.);
- нарушение процессов регенерации (периодонтит, кариес, язвы, ожоги, склеродермия и другие заболевания слизистых и кожи);
- нарушения терморегуляции (гипоталамический синдром, возвратная лихорадка).

С 1938 года миллионы людей ежедневно принимают фенитоин. Его применение в мире оценивается от 150 до 200 миллионов пациенто-лет, что примерно составляет 1,5—2 триллиона доз.

## Дозировка
Доза фенитоина при лечении неэпилептических заболеваний должна быть в несколько раз ниже, чем при лечении эпилепсии. Выбор дозы зависит от конкретных условий, и при необходимости она может быть временно повышена.
Во избежание раздражения слизистой оболочки желудка (из-за щелочной реакции) препарат принимают во время или после еды.
Взрослым обычно назначают по ½—1 таблетке 2—3 раза в день. При необходимости суточную дозу увеличивают до 3—4 таблеток.
Высшие дозы для взрослых: разовая — 3 таблетки, суточная — 8 таблеток.
Детям до 5 лет дают по ¼ таблетки фенитоина 2 раза в сутки, 5—8 лет — по ¼ таблетки 3—4 раза в сутки, старше 8 — по ½—1 таблетке 2 раза в сутки.
При недостаточной эффективности фенитоина одновременно назначают фенобарбитал или другой противоэпилептический препарат.
Суточная доза делится на 1—2 приёма. Основная доза должна приходиться на ночь.
При введении фенитоина нет необходимости резко прекращать приём других препаратов.

## Побочные действия
При назначении фенитоина в 4 % случаев:32 могут наблюдаться локализованные или генерализованные высыпания на коже. Эти реакции, как правило, появляются в первые недели после начала приёма препарата, редко — позднее. При появлении сыпи препарат следует отменить. После исчезновения сыпи, которая проходит в течение нескольких дней, можно возобновить приём фенитоина, начиная с малых доз, однако при этом необходимо тщательное наблюдение за больным.
Тяжёлые аллергические реакции крайне редки и обычно характеризуются обильными высыпаниями на коже и/или лихорадкой. В таком случае приём препарата следует немедленно прекратить и больше не возобновлять, иначе могут развиться тяжёлые реакции гиперчувствительности (синдром Стивенса-Джонсона:36, множественная эритема, гепатит или дискразия крови).
Фенитоин вызывает выраженный седативный эффект, его приём негативно сказывается на структуре сна. Препарат может вызывать тремор, атаксию, непроизвольные движения в конечностях, лицевые гиперкинезы:52—53, нистагм, нарушение когнитивных функций, летаргию.
Побочное действие фенитоина на центральную нервную систему в основном зависит от дозы препарата и, как правило, устраняется при её уменьшении. Начальными проявлениями неврологических расстройств могут быть различные фибрилляции (тикоподобные подёргивания) в области губ и век. После этого появляются нистагм, тремор и атаксия.
В исследованиях отмечалось негативное влияние фенитоина на внимание, память и в особенности на скорость решения умственных задач, но некоторые из этих исследований проводились на здоровых добровольцах или пожилых больных и были кратковременными. Фенитоин может ослаблять скорость мышления у детей, особенно при приёме высоких доз и в сочетании с другими препаратами; монотерапия невысокими дозами обычно не вызывает таких эффектов.
По данным отчёта рабочей группы Международной противоэпилептической лиги (2016), фенитоин отрицательно влияет на когнитивные функции детей с эпилепсией.
В исследовании M. Mula и J. W. Sander (2007) отмечалось, что фенитоин относится к противоэпилептическим препарата с низким риском развития депрессии (<1% случаев), но, согласно данным R. A. Machado и соавторов (2011), он вызывает возникновение депрессивных эпизодов и обусловливает значительный риск суицида.
Как и ряд других противоэпилептических препаратов, фенитоин может вызывать аггравацию — учащение, утяжеление эпилептических приступов, возникновение у пациента новых видов приступов — в случае с фенитоином это миоклонические приступы, абсансы:68. По сравнению с другими противоэпилептическими препаратами приём фенитоина чаще вызывает аггравацию по механизму парадоксальной интоксикации, что обусловлено его нелинейной фармакокинетикой. Учащение приступов при передозировке более характерно для применения фенитоина, чем для других противоэпилептических средств:142.
Аггравация эпилептических приступов фенитоином может быть проявлением вызванной этим препаратом энцефалопатии, которая чаще развивается у детей, чем у взрослых. Хроническая энцефалопатия, вызванная фенитоином, связана с повышением концентрации в крови препарата, её симптомами могут быть снижение интеллекта и нарушение поведения, развитие ступора или комы, гиперкинезы, офтальмопарез и аггравация приступов:142—143.
Длительно повышенный уровень фенитоина в плазме крови может вызвать атрофию мозжечка.
При долговременном приёме больших доз фенитоина возможны, но крайне редки нарушения и со стороны периферической нервной системы (сенсорная нейропатия).
У 25% пациентов, принимающих фенитоин, возникает гиперплазия дёсен, носящая дозозависимый характер. Она порой вызывает значительный дискомфорт у пациентов, может затруднять приём пищи, является косметическим дефектом. Риск гиперплазии дёсен особенно высок при плохой гигиене полости рта:32—33. Данный эффект сохраняется длительное время даже при отмене фенитоина. Пациентам, принимающим препарат, необходимо строго контролировать соблюдение гигиены полости рта (чистить зубы после каждого приёма пищи и приёма фенитоина) и предотвращать образование зубного камня (полосканиями с хлоргексидином и/или фолиевой кислотой), а при необходимости обратиться к стоматологу.
В некоторых случаях пациентам, у которых развилась гиперплазия дёсен, приходится проводить оперативное вмешательство — гингивэктомию:33.
В целом же фенитоин стимулирует заживление ран и язв на слизистой оболочке полости рта, в том числе и хронических, а также при лечении периодонтита.
Приём фенитоина может приводить к остеопении и повышенному риску переломов, препарат способствует понижению содержания кальция и снижению минерализации костей как у детей, так и у взрослых. Это происходит главным образом в случаях многолетней политерапии, особенно у пациентов со сниженной физической активностью. Однако есть данные о положительном влиянии фенитоина на процессы регенерации кости и уменьшение их резорбции.
При приёме фенитоина могут наблюдаться макроцитоз, как правило, не имеющий клинического значения, и мегалопластическая анемия:29, которая не требует отмены препарата (можно провести короткий курс фолиевой кислоты 1—3 мг/сут). Снижение лейкоцитов ниже 4000 требует немедленной коррекции терапии. Развитие реакции гиперчувствительности к фенитоину приводит в ряде случаев к панцитопении, гемолитической анемии, тромбоцитопении и гранулоцитопении, реже лимфаденопатии.
При первичном приёме фенитоина иногда могут появиться кратковременное ощущение тошноты и желудочно-кишечные расстройства. В этом случае препарат следует принимать во время еды. Как правило, фенитоин улучшает работу желудочно-кишечного тракта. Иногда возможно возникновение не имеющих клинического значения дисфункций печени, например нарушение уровня трансаминаз.
Лекарственное поражение печени при применении фенитоина возникает редко, в большинстве случаев является обратимым и проходит при отмене препарата. Оно может приводить к смерти от печёночной недостаточности, повлечь за собой необходимость трансплантации печени.
У некоторых больных диабетом фенитоин вызывает незначительное повышение содержания сахара в крови, но в большинстве случаев это не требует специального лечения. Терапевтические дозы препарата не оказывают такого влияния.
Фенитоин может негативно влиять на функцию щитовидной железы, вызывая гипотиреоз:49.
Вследствие того, что фенитоин увеличивает метаболизм стероидов, андрогенов и эстрогенов, рекомендуется корректировка дозы стероидов при гормональной терапии, а также доз пероральных контрацептивов. Снижая концентрацию в крови андрогенов и эстрогенов, фенитоин тем самым может приводить к импотенции, гипосексуальности, нарушению менструального цикла:48 (аменорея, олигоменорея), снижению фертильности у взрослых и гипогонадизму у детей. В частности, препарат уменьшает количество спермы, снижает подвижность и нарушает морфологию сперматозоидов.
Приём фенитоина может приводить к повышению уровня гомоцистеина, снижению уровня фолатов и витамина B6 в плазме крови; высказывается утверждение, что это обусловливает риск развития сердечно-сосудистых заболеваний:50. Также приём фенитоина может приводить к дефициту витамина D.
При приёме фенитоина отмечалось удлинение интервала QT, возникновение сердечных аритмий.
Фенитоин может вызывать гиперхолестеринемию.
При длительном приёме высоких доз фенитоина может развиться чрезмерное оволосение (гипертрихоз), особенно предплечий, голеней и спины, а также возможно появление пигментных пятен на теле и усиление угревой сыпи (обычно это бывает у людей, предрасположенных к таким нарушениям). Оволосение же более свойственно брюнетам и редко наблюдается в первые 2 года приёма препарата. Также фенитоин может вызывать выпадение волос:33.
К побочным действиям фенитоина относится также огрубение черт лица:7, изменение текстуры и цвета волос.
Хронические побочные эффекты фенитоина включают в себя, в частности, хореоатетоз, энцефалопатию, псевдолимфому, коллагеноз (системную красную волчанку):13.
Влияние фенитоина на беременность изучено ещё недостаточно, однако известны случаи уродства новорождённых, вызванные препаратом. Появление нарушений системы коагуляции плазмы у новорождённых, как правило, может быть предотвращено применением специальной диеты и дополнительным введением витамина К.
У детей фенитоин иногда может вызывать раздражительность или гиперактивность. Для фенитоиновой интоксикации в детском возрасте характерны сочетание анорексии, рвоты и снижения массы тела.

## Меры предосторожности
Перед началом терапии противоэпилептическими препаратами рекомендуется провести ряд обследований и проанализировать анамнез пациентов, см. Побочные эффекты противосудорожных средств#Перед началом терапии.
При приёме противоэпилептических препаратов необходимо регулярно проводить такие обследования, как общий анализ крови с определением количества тромбоцитов и времени крототечения, биохимический анализ крови, общий анализ мочи, УЗИ органов брюшной полости и почек:63—65. В частности, важен регулярный контроль показателей печёночных ферментов и другие исследования состояния печени. Также при приёме фенитоина важно контролировать состояние костной системы (возможна остеомаляция), и следует определять концентрацию препарата в крови для подбора адекватной дозы и предупреждения взаимодействия с другими противоэпилептическими средствами.
При нарушении функции печени фенитоин нужно отменить.

## Противопоказания
Заболевания печени и почек, лейкопения, сердечная недостаточность, кахексия. Совместное применение с изониазидом, тетурамом, аспирином.

## Особые указания
Влияние на результаты лабораторных исследований:
- имеется тенденция к снижению уровня билирубина за счёт индукции микросомальных ферментов печени, но иногда фенитоин вызывает гипербилирубинемию (гепатотоксическое действие);
- увеличение показателей холестерина, глюкозы, щелочной фосфатазы, трансаминаз печени;
- уменьшение показателей содержания тироксина и кальция сыворотки крови.

## Передозировка
Высокие дозы фенитоина приводят к атаксии, нистагму, диплопии, экстрапирамидным расстройствам, гиперкинезам, сенсорной нейропатии. Редко — усиление приступов, сопор и кома (при концентрации более 50 мг/л).
Применение высоких доз фенитоина может привести к кратковременной гипергликемии в том числе у лиц, не страдающих диабетом.

## Лекарственное взаимодействие
Фенитоин несовместим со многими лекарственными препаратами и их комбинациями. Характер его взаимодействия с другими веществами неодинаков у разных людей, и обобщить эти наблюдения сложно. Нежелательность и даже опасность комбинированной терапии очень актуальны при лечении больных фенитоином, сочетание которого с определёнными медикаментами может иметь серьёзные последствия.
Так, фенитоин уменьшает концентрацию карбамазепина в плазме крови посредством индукции CYP3A4, а карбамазепин, напротив, повышает концентрацию фенитоина в плазме — как предполагается, за счёт ингибирования CYP2C9/19:19. При сочетании фенитоина с карбамазепином возникают головокружение и диплопия, поддержание терапевтического уровня в плазме крови может быть затруднительно. При сочетании фенитоина с топираматом, ламотриджином или зонисамидом дозу топирамата, ламотриджина или зонисамида нужно увеличить, поскольку фенитоин активирует их метаболизм и клиренс, снижая концентрацию в плазме крови в среднем на 50%.
Фенитоин усиливает эффект кумариновых антикоагулянтов в связи с их вытеснением из мест связывания. Кумариновые антикоагулянты, в свою очередь, потенцируют действие фенитоина, ингибируя его ферментную биотрансформацию (парагидроксилирование), то есть повышая его концентрацию в крови. В результате увеличивается риск как токсических, так и геморрагических осложнений.
Трициклические антидепрессанты в высоких дозах снижают судорожный порог (малые дозы трициклических антидепрессантов могут способствовать повышению судорожного порога), то есть противодействуют влиянию противоэпилептических препаратов, но противоэпилептические препараты вытесняют трициклические антидепрессанты из мест вторичного связывания, что потенцирует их побочные эффекты. Некоторые из трициклических антидепрессантов могут замедлять метаболизм фенитоина, например имипрамин.
Токсическое действие фенитоина потенцируется гидразидами изоникотиновой кислоты (ингибирование метаболизирующих ферментов, понижение экскреции фенитоина с мочой, повышение концентрации препарата в крови). Это особенно опасно у так называемых медленных ацетилаторов изониазида.
Некоторые сульфаниламиды вытесняют фенитоин из связи с белками или ингибируют ферменты, обеспечивающие биотрансформацию фенитоина. Это также создаёт условия для дифениновой интоксикации.
Интенсивное ингибирование метаболизирующих фенитоин ферментов наблюдается при применении некоторых антибиотиков (например, левомицетина) и меньше — при использовании некоторых других лекарств (аминазин). Это повышает концентрацию препарата в крови и увеличивает его токсичность. Нечто подобное наблюдается и при одновременном использовании тиреоидных препаратов. Однако причиной повышения уровня фенитоина в крови в этом случае является его вытеснение из связи с белками плазмы крови и, следовательно, возрастание несвязанной (действующей) фракции.
При эпилептическом статусе следует избегать применения галогана (фторотана) для наркоза у больных, получающих фенитоин, так как подобные сочетания увеличивают гепатотоксический эффект, нарушают метаболизм фенитоина и потенцируют его токсическое действие.
Эффект фенитоина потенцируют бутадиен (ингибирование гидроксилирования фенитоина дериватом бутадиена оксифенбутазоном) и салицилаты (вытеснение фенитоина из связывания с белками).
Поскольку фенитоин снижает содержание в крови фолиевой кислоты, заместительная терапия возможна лишь при тщательном контроле за её уровнем в крови, так как коррекция уровня фолиевой кислоты в крови обычно сопровождается снижением эффективности фенитоина.
Фенитоин повышает активность антикоагулянтов непрямого действия — дериватов кумарина, усиливает гипотензивное действие диуретиков и других антигипертензивных препаратов, потенцирует брадикардический эффект анаприлина и действие антиаритмических средств, а также мышечно-релаксирующее влияние тубокурарин-хлорида. Он также увеличивает содержание в крови тиреоидных гормональных препаратов в связи с вытеснением тироксина из связи с белками плазмы крови и тем самым потенцирует действие и токсические эффекты препаратов подобного типа.
Фенитоин оказывает гипергликемическое действие и, следовательно, уменьшает влияние антидиабетических препаратов. Ингибирование секреции инсулина чревато гипергликемической комой. Фенитоин стимулирует метаболизм кортикостероидов (ферментная индукция), что ведёт к снижению их активности. То же относится и к некоторым тетрациклинам (вибрамицин).
При длительном применении фенитоина нарушается всасывание некоторых диуретиков, например фуросемида, и ослабляется их действие. Сочетание фенитоина с препаратами наперстянки сначала повышает эффект последних (в том числе замедление ритма сердца), но в дальнейшем вследствие ферментной индукции наступают снижение концентрации в крови дигиталисных гликозидов и ослабление их действия, при этом особенно уменьшаются токсические эффекты наперстянки.